# Trigonura samarensis
Trigonura samarensis is een vliesvleugelig insect uit de familie bronswespen (Chalcididae). De wetenschappelijke naam is voor het eerst geldig gepubliceerd in 1987 door Narendran.